# Wendy Nelson
Wendy Alison Nelson es una científica neozelandesa y experta en vida marina. 
Es una de las principales autoridades en algas de Nueva Zelanda.

## Vida profesional
Nelson empezó a trabajar en el museo Nacional de Nueva Zelanda en 1970, donde  estudió con su mentor Nancy Adams.
Fue nombrada curadora de Botánica en el Museo Nacional cuando su predecesora Nancy Adams se jubiló en 1987.
De 1987 a 2002 (cuando se mudó a trabajar en NIWA), documentó las colecciones de algas de Te Papa y documentó casi 8,000 especímenes nuevos.
Es actualmente una Profesora de Biología en la Universidad de Auckland y Científica Principal de Biología Marina en NIWA.
Nelson está implicada en CARIM (acidificación Costera - índice, impactos y administración), un proyecto de investigación significativo financiado por el Ministerio de Ocupación e Innovación Empresariales. El proyecto está generando nuevo conocimiento sobre la acidificación del océano, para realzar la protección y administración de los ecosistemas costeros de Nueva Zelanda.
Fue una miembro  de la Autoridad de Conservación de la Nueva Zelanda por 8 años.

## Premios
En 2008, Nelson estuvo nombrada una Miembro  de la Orden de Nueva Zelanda de Mérito por servicios al entorno marino.
En 2016, Nelson ganó la Medalla Hutton de la Royal Society of New Zealand, que se otorga por el trabajo sobresaliente realizado por un investigador en Nueva Zelanda en las ciencias de la Tierra, las plantas y los animales. La Royal Society comentó: "Ha expandido significativamente el conocimiento de algas marinas de Nueva Zelanda y las relaciones evolutivas entre algas en todo el mundo. También ha luchado contra los pesticidas de algas y ha avanzado el conociemiento de la importancia ecológica de las algas marinas y su vulnerabilidad al cambio climático".

## Trabajos
Algas de Nueva Zelanda: Una Guía de Identificación. Wellington: Te Papa Prensa, 2013.